# Joyce Cary

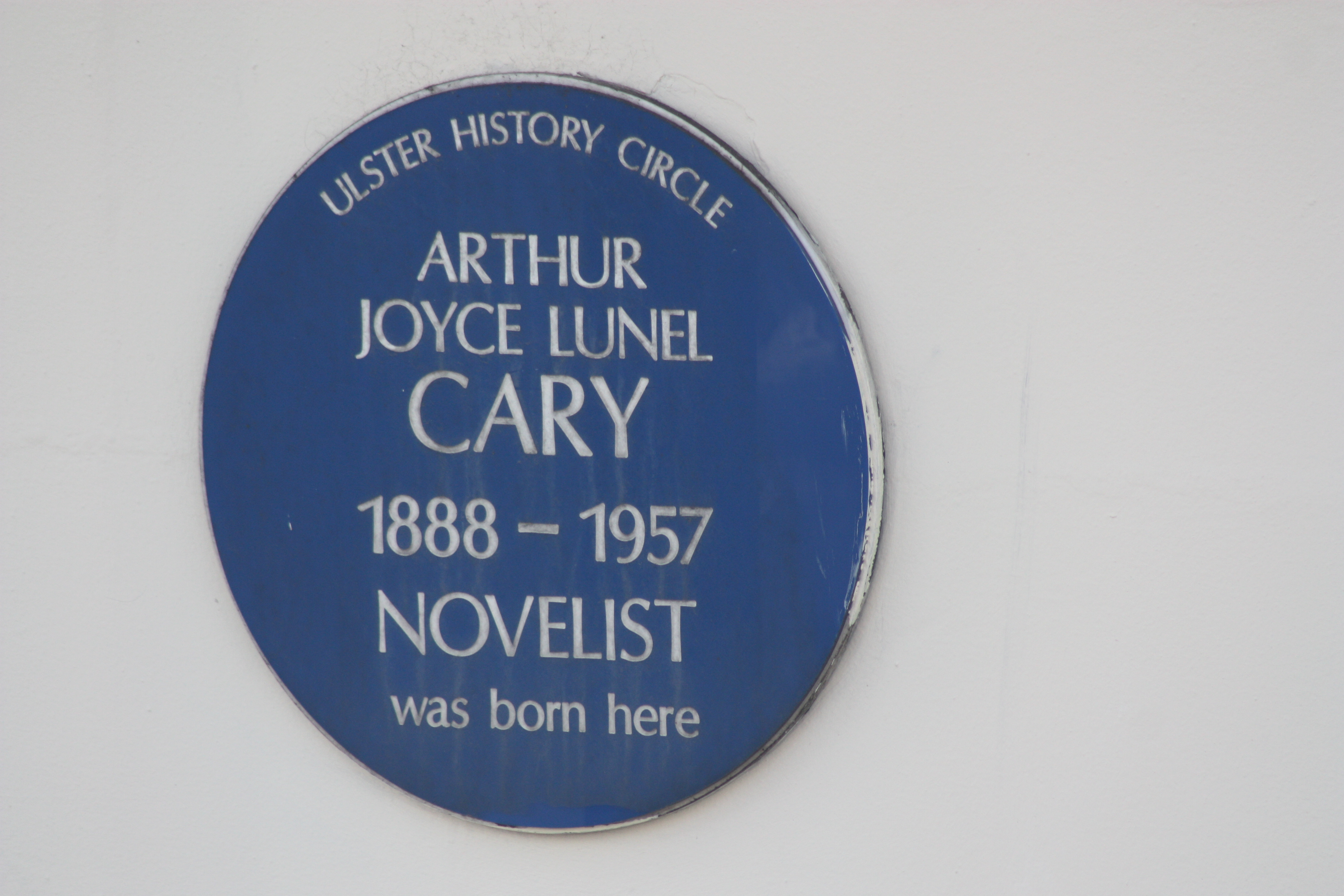
Gedenktafel für Joyce Cary in Derry

Arthur Joyce Lunel Cary (* 7. Dezember 1888 in Londonderry, Nordirland (Vereinigtes Königreich Großbritannien und Irland); † 29. März 1957 in Oxford, England) war ein britisch-irischer Schriftsteller.

## Leben
Cary ging in Clifton zur Schule und besuchte in Oxford das College. Danach begann er an der Universität Edinburgh Kunstgeschichte zu studieren. Das Studium setzte er drei Jahre in Paris fort, erkannte dann aber, dass er es als Maler nicht weit bringen würde. 1912 meldete er sich freiwillig zum Militär und war von 1913 bis 1920 als Beamter des Politischen Dienstes in Nigeria tätig. Aus gesundheitlichen Gründen kehrte er 1920 nach England zurück und betätigte sich als freier Schriftsteller. Im Laufe seines Lebens verfasst Joyce Cary rund 25 Romane sowie Kurzgeschichten und Essays. Diese sind in einer gemäßigt modernistischer Erzählweise mit starker Milieukolorierung. Beeinflusst durch die Zeit in Afrika schrieb Cary mehrere Afrikaromane, so Mister Johnson, in dem er den Zusammenprall eines einzelnen Afrikaners mit der „zivilisierten“ Gesellschaft beschreibt. In späteren Werken bildet die Gesellschaft Großbritanniens den Hintergrund. 1941 erhielt er den James Tait Black Memorial Prize für A House of Children. Er litt gegen Ende seines Lebens an einer motorischen Störung, so dass er nur mit Hilfsmitteln schreiben und letztendlich nur noch diktieren konnte. Sein letzter Roman The Captive and the Free (herausgegeben 1959) blieb unvollendet.
Cary war verheiratet und hatte vier Söhne, darunter den Komponisten Tristram Cary.
Seine Romane wurden auch verfilmt. 1958 wurde Des Pudels Kern veröffentlicht, 1990 der Film Mister Johnson.

## Werke (Auswahl)
- Aissa Saved (1932, dt.: Aissa gerettet)
- An American Visitor (1933)
- The African Witch (1936, dt. 1938: Ein schwarzer Prinz)
- Castle Corner (1938)
- Mister Johnson (1939)
- Charley Is My Darling (1940)
- A House of Children (1941, dt. 1971: Damals in Dunamara)
- Herself Surprised (1941, dt.: Frau Mondays Verwandlung)
- The Case for African Freedom (1941)
- To Be a Pilgrim (1942, dt.: Im Schatten des Lebens)
- The Horse’s Mouth (1944, dt. 1949: Des Pudels Kern, in Übersetzung von Hans Erich Nossack. Verfilmt 1958 nach einem Drehbuch von Alec Guinness[5])
- Marching Soldier (1945)
- The Moonlight (1946)
- A Fearful Joy (1949, dt.: Banges Glück)
- Prisoner of Grace (1952, dt.: Auf Gnade und Ungnade)
- Except the Lord (1953, dt.: Chester Nimmo)
- Not Honour More (1955, dt.: Spiel ohne Ehre)
- Art and Reality (1958)
- The Captive and the Free (1959)
- Spring Song and Other Stories (1960)
- Memoir of the Bobotes (1964)
- Selected Essays (1976), herausgegeben von Alan Bishop